# Пјеве Сан Ђакомо
Пјеве Сан Ђакомо (итал. Pieve San Giacomo) је насеље у Италији у округу Кремона, региону Ломбардија.
Према процени из 2011. у насељу је живело 1391 становника. Насеље се налази на надморској висини од 37 м.

## Становништво
Према резултатима пописа становништва 2011. у општини је живело 1.624 становника.
| 1931. | 1936. | 1951. | 1961. | 1971. | 1981. | 1991. | 2001. | 2011. |
| ----- | ----- | ----- | ----- | ----- | ----- | ----- | ----- | ----- |
| 2.668 | 2.685 | 2.688 | 2.035 | 1.572 | 1.358 | 1.385 | 1.424 | 1.624 |